# Patrycja
Patrycja – imię żeńskie pochodzenia łacińskiego, żeński odpowiednik męskich imion Patrycjusz, Patrycy, Patryk. Oznacza „szlachetnie urodzona, patrycjuszowska”. Wśród imion nadawanych nowo narodzonym dzieciom, Patrycja w 2017 r. zajmowała 58. miejsce w grupie imion żeńskich. W całej populacji Polek Patrycja zajmowała w 2017 r. 41. miejsce (166 497 nadań).
Formy w innych językach: Patricia, Patrizia, Patrikija (ros.), Patricija (połud.-słow.), Pat, Pattie, Patty (ang.)
Patrycja imieniny obchodzi: 
- 13 marca, na pamiątkę św. Patrycji z Nikomedii[3]
- 25 sierpnia, na pamiątkę św. Patrycji z Neapolu[3].

W niektórych kalendarzach można także znaleźć daty 20 marca, 9 lipca oraz 28 sierpnia. 

## Osoby noszące imię Patrycja
- Patricia Arquette – amerykańska aktorka filmowa
- Patrycja Balcerzak – polska piłkarka
- Patricia Clarkson – amerykańska aktorka filmowa
- Patricia Cornwell – amerykańska pisarka
- Patrycja Czepiec – polska koszykarka
- Patricia Hearst – córka Williama Randolpha Hearsta, aktorka
- Patricia Kaas – francuska piosenkarka i aktorka
- Patricia Kazadi  – aktorka, piosenkarka
- Patrycja Kosiarkiewicz – polska wokalistka, kompozytorka i tekściarka
- Patrycja Kotecka – polska dziennikarka
- Patrycja Mikula – amerykańska fotomodelka
- Patrycja Markowska – piosenkarka
- Patrycja Redo-Łabędziewska – dziennikarka TVN24
- Patricia Routledge – aktorka
- Patrycja Soliman – polska aktorka filmowa
- Patrycja Szczepanowska – polska aktorka filmowa

## Postacie fikcyjne noszące imię Patrycja
- Patrycja Górska (Borejko) z Pulpecji autorstwa Małgorzaty Musierowicz
- Patrycja „Patsy” Poręba z powieści Jetlag i God Hates Poland autorstwa Michała R. Wiśniewskiego